# Ecnomus machadoi
Ecnomus machadoi är en nattsländeart som beskrevs av G. Marlier 1965. Ecnomus machadoi ingår i släktet Ecnomus och familjen trattnattsländor. Inga underarter finns listade i Catalogue of Life.